# Меркадер, Мария
Мари́я Меркаде́р (исп. María Mercader Fordada; 6 марта 1918, Барселона — 26 января 2011[…], Рим) — итальянская и французская актриса испанского (каталонского) происхождения. Единокровная сестра Рамона Меркадера (убийцы Льва Троцкого), жена и вдова Витторио Де Сика.

## Биография
Из семьи железнодорожного магната, каталонца Пау Меркадера; мать — кубинка Эустакья Мария Каридад дель Рио Эрнандес. С 1939 года жила в Италии. В 1942 году на съёмках фильма «Гарибальдиец в монастыре» познакомилась с Витторио Де Сика, за которого вышла замуж в 1959 году в Мексике. Брак не был признан итальянским законом, но в 1968 году Мария Меркадер получила французское гражданство, и брак был вновь заключён в Париже.
Дети — кинокомпозитор Мануэль Де Сика (р. 1949) и кинорежиссёр, актёр, сценарист Кристиан Де Сика (р. 1951).
Умерла 26 января 2011 года в возрасте 92 лет.

## Творчество
Начинала в испанском немом кино, впервые снялась ещё ребёнком. Впоследствии играла у испанских, итальянских и французских режиссёров вместе с крупными актёрами (Валентина Кортезе, Клаудиа Кардинале, Ингрид Тулин, Катрин Спаак, Анхела Молина, Массимо Джиротти, Мишель Симон и др., не говоря о Де Сика, в фильмах которого снималась многократно), наиболее активно — в 1940-х гг. Снималась более чем в сорока фильмах, включая телесериалы. После рождения сыновей редко появлялась на экранах.

## Избранная фильмография
| Год  |   | Русское название         | Оригинальное название      | Роль               |
| ---- | - | ------------------------ | -------------------------- | ------------------ |
| 1923 | ф | Колдунья                 | La bruja                   |                    |
| 1939 | ф | Ветряные мельницы        | Molinos de viento          | Маргарита          |
| 1939 | ф | Странная новогодняя ночь | L'étrange nuit de Noël     | Кончита            |
| 1940 | ф | Марианела                | Marianela                  | Флорентина         |
| 1940 | ф | La gerla di papà Martin  | La gerla di papà Martin    | Гиоргина           |
| 1940 | ф | Невозможное семейство    | Una famiglia impossibile   | Ядвига Бартолла    |
| 1941 | ф | Король забавляется       | Il re si diverte           | Гильда             |
| 1941 | ф | Пропавший актёр          | L'attore scomparso         | актриса            |
| 1942 | ф | Гарибальдиец в монастыре | Un garibaldino al convento | Мариэлла Доминиани |
| 1945 | ф | Врата небесные           | La porta del cielo         | Мария              |
| 1948 | ф | Сердце                   | Cuore                      | Клотильда Серра    |
| 1988 | ф | Свет и тени              | Luces y sombras            |                    |
| 1991 | ф | Дом улыбок               | La casa del sorriso        | Эльвира            |
| 1991 | ф | Граф Макс                | Il conte Max (film 1991)   |                    |
| 1992 | ф | Волк! Волк!              | Al lupo al lupo            | старушка           |